# Osek nad Bečvou

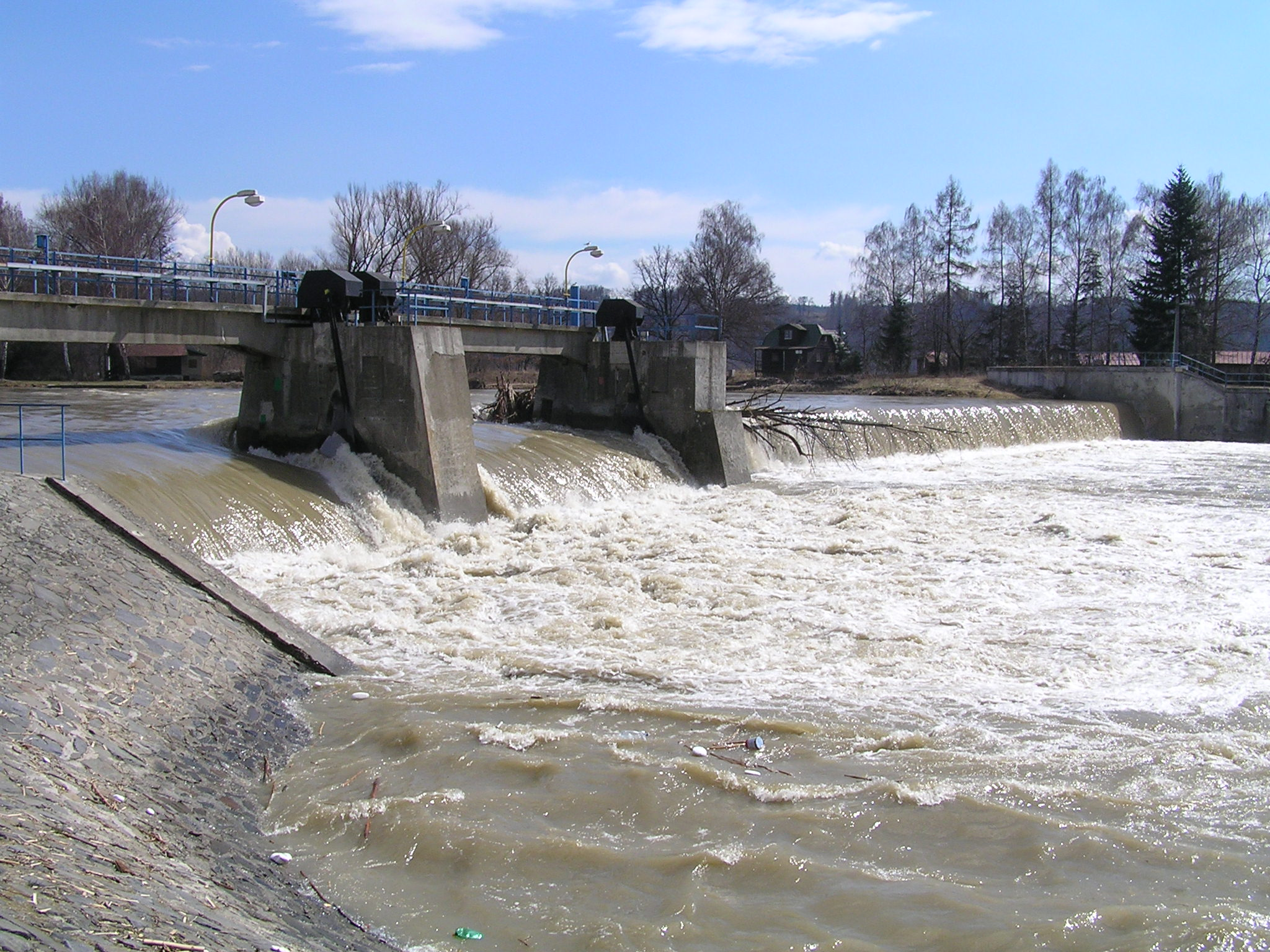
Osseker Wehr beim Hochwasser von 2006

Osek nad Bečvou, bis 1924 Osek (deutsch Ossek) ist eine Gemeinde in Tschechien. Sie liegt fünf Kilometer südwestlich von Lipník nad Bečvou und gehört zum Okres Přerov.

## Geographie
Osek nad Bečvou befindet sich rechtsseitig der Bečva am Bach Lubeň in der Mährischen Pforte. Südlich des Ortes verläuft entlang der Bečva der Graben Strhanec, der südwestlich von Osek den Teich Podolší speist. Gegen Osten liegt der Badeteich Jadran. Nordwestlich erhebt sich mit dem Hügel Na Skalách (285 m) einer der südwestlichsten Ausläufer der Oderberge. Durch Osek nad Bečvou führt die Staatsstraße I/47 zwischen Přerov und Lipník nad Bečvou. Nördlich des Ortes verläuft Přerov – Hranice, dahinter entsteht ein Abschnitt der Autobahn D 1.
Nachbarorte sind Lukavec, Veselíčko, Tupec und Dolní Újezd im Norden, Trnávka und Lipník nad Bečvou im Nordosten, Chabrov, Týn nad Bečvou und Nové Dvory im Osten, Hlinsko im Südosten, Haltýře, Rybáře, Oldřichov, Sušice und Radslavice im Süden, Grymov und Proseničky im Südwesten, Hliníky, Buk und Radvanice im Westen sowie Na Skalách, Lazníky und Vicínov im Nordwesten.

## Geschichte
Archäologische Funde belegen eine frühzeitliche Besiedlung des Gemeindegebietes. Die ältesten davon sind Urnenfelder der Lausitzer und Schlesischen Kultur aus der Zeit um 1500 v. Chr.
Die ersten schriftlichen Nachrichten über den Ort geben an, dass in Osek seit dem 12. Jahrhundert ein Vladikenhof bestand. Die erste gesicherte Erwähnung der Kirche, des Friedhofes und der Mühle in Osek erfolgte nach dem Autograph des Jan Jiří Ignác Středovský im Jahre 1322. Wilhelm II. von Pernstein, der 1474 die Herrschaft Helfenstein erworben hatte, ließ ein hölzernes Wehr in der Betschwa errichten und den Graben Strhanec anlegen. Im Jahre 1508 wurde der Ort als Ossek, 1554 als Wosek, 1666 als Ossec, 1688 als Woseckha und 1771 als Osekh bzw. Osseka bezeichnet. Der Strhanec speiste zwei Mühlen und Teiche, darunter der Podolší. Seit 1622 bestand in dem Dorf eine Schule. Während des Dreißigjährigen Krieges fiel die Herrschaft Helfenstein an die Dietrichsteiner, die Leipnik zum Sitz der Herrschaft machten. Die Matriken werden seit 1693 geführt. Die Ansiedlung Hliníky wurde in der ersten Hälfte des 19. Jahrhunderts mit Osek zusammengeschlossen. Die Kaiser Ferdinands-Nordbahn nahm am 15. August 1842 den Verkehr zwischen Prerau und Leipnik auf, jedoch rollten die Züge an Osek vorbei. Osek blieb bis zur Mitte des 19. Jahrhunderts immer zur Herrschaft Leipnik untertänig.
Nach der Aufhebung der Patrimonialherrschaften bildete Osek/Ossek ab 1850 eine Gemeinde in der Bezirkshauptmannschaft Mährisch Weißkirchen. Im Jahre 1855 wurde die Gemeinde dem Bezirk Leipnik zugeordnet, ab 1868 gehörte sie zum Bezirk Mährisch Weißkirchen. Seit 1924 führt die Gemeinde den amtlichen Namenszusatz nad Bečvou. Nach der Auflösung des Okres Hranice wurde Osek nad Bečvou 1960 dem Okres Přerov zugeschlagen. Nach langen Bemühungen erhielt die Gemeinde im Jahre 2002 eine Bahnstation an der Strecke Přerov-Hranice. Ethnographisch gehört das Dorf zur Hanna.

## Gemeindegliederung
Für die Gemeinde Osek nad Bečvou sind keine Ortsteile ausgewiesen. Zu Osek nad Bečvou gehören die Ortslagen Chabrov, Haltýře, Hliníky und Podolší.

## Sehenswürdigkeiten
- Pfarrkirche der hl. Kreuzerhöhung, das 1410 errichtete Bauwerk erhielt seine heutige Gestalt beim Wiederaufbau nach dem Brand von 1791. Sie wird von dem mit einer Mauer umfassten alten Friedhof umgeben.
- Pfarrhaus, errichtet 1322
- Kapelle der hl. Anna
- Nischenkapelle der Jungfrau Maria von Lourdes, errichtet 1908
- Sandsteinstatuen der hll. Judas Thaddäus und Johannes von Nepomuk, an der Friedhofsmauer vor der Kirche
- Steinernes Kreuz an der Straße nach Veselíčko, errichtet 1868
- Kreuz am Wegekreuz zwischen Osek und Prosenice
- Osecké náplavy (Osseker Schwemmland), die beim Hochwasser von 1997 durch Anschwemmung und Abriss entstandenen Uferveränderungen gehören zu den größten des Landes und sind für einen Schutz als Naturdenkmal vorgeschlagen
- Osseker Wehr in der Bečva
- ehemalige Wassermühle Podolší